# Matthew Hayden
Matthew Lawrence Hayden (ur. 29 października 1971 w Kingaroy) – australijski krykiecista, leworęczny otwierający (jeden z dwóch bastmanów odbijających jako pierwsi w meczu) batsman. Reprezentant kraju zarówno w drużynie testowej jak i jednodniowej. W obydwu formach gry posiada rekord Australii pod względem zdobytych runów w jednym innings – 380 w meczu testowym i 181 w meczu jednodniowym.
Wraz z Justinem Langerem byli jedną z najbardziej skutecznych par otwierających batsmanów w historii krykieta.
W Mistrzostwach Świata w Krykiecie 2007 w meczu z Afryką Południową Hayden zdobył 100 runów z zaledwie 66 piłek ustanawiając tym rekord na najszybszą "setkę" w historii mistrzostw świata. Za to osiągnięcie otrzymał honorowe obywatelstwo Saint Kitts i Nevis, gdzie odbył się ten mecz.
Jest zapalonym kucharzem i często gotuje dla całej drużyny, jest także autorem dwóch książek kucharskich.